# دير الملاك ميخائيل (نقادة)
دير الملاك ميخائيل بنقادة ويُعرف مُختصراً باسم دير الملاك، هو دير قبطي أرثوذكسي وأحد الأديرة العامرة بصحراء نقادة غرب النيل. يقع دير رئيس الملائكة ميخائيل بمنطقة جبل بنهدب ببيرية الأساس المقدسة في الجنوب الغربى لمدينة نقادة بمسافـة 4 كم، هو واحد من سبعة أديرة أسستها الملكة هيلانة أم الملك قسطنطين وما زالت تلك الأديرة موجودة وإن تعرضت للهدم والبناء أكثر من مرة ولكنها تحتفظ ببعض الكنائس الأثرية الفريدة بها. والدير تابع لأبرشية نقادة ورئيسه الأنبا بيمن أسقف إيبارشية نقادة. والدير به كنيستان إحداهما على اسم رئيس الملائكة ميخائيل وهي كنيسة أثرية تجددت مؤخرا في القرن الثامن عشر وبها أعمدة أثرية تعود للقرون الأولى وهناك كنيسة حديثة باسم السيدة العذراء. وانتقل للدير بعض رهبان دير المحرق والنقلون للتعمير الرهباني وإعادة الحياة الرهبانية إليه حيث اعترف بالدير في 20 نوفمبر 2014.

## وصلات خارجية
- دير الملاك ميخائيل بنقادة. نسخة محفوظة 1 يناير 2022 على موقع واي باك مشين. موقع الجورنال نت (معلومات عن دير الملائكة ميخائيل ببرية الأساس).
- دير الملاك ميخائيل بنقادة. جريدة الدستور (أبرز المعلومات عن دير الملاك ميخائيل بنقادة).
- دير الملاك ميخائيل بنقادة. موقع الانبا تكلا هيمانوت (دير الملاك ميخائيل القبطي الأرثوذكسي، نقادة، قنا، مصر).
- دير الملاك ميخائيل بنقادة. موقع جريدة الوطن الألكترونية (أهم المعلومات عن أديرة نقادة التاريخية التي تم ترميمها).
- دير الملاك ميخائيل بنقادة. موقع المسيحى الحر.
- دير الملاك ميخائيل بنقادة. موقع ڤيتو (10 معلومات عن أديرة قنا الثلاثة بعد ترميمها).
- دير الملاك ميخائيل بنقادة. قناة مي سات (جولة مصرية - دير رئيس الملائكة ميخائيل بنقادة - قنا).